# Maurizio Pozzi (Skilangläufer)
Maurizio Pozzi (* 25. Juni 1970 in Bormio) ist ein ehemaliger italienischer Skilangläufer.

## Werdegang
Pozzi debütierte im Januar 1992 in Cogne im Skilanglauf-Weltcup und belegte dabei den 23. Platz über 15 km Freistil. Im Dezember 1992 lief er in Tauplitz sein erstes Rennen im Continental-Cup, welches er auf dem 15. Platz über 15 km klassisch beendete und holte beim Weltcup im Val di Fiemme mit dem 16. Platz über 30 km Freistil seine ersten Weltcuppunkte. Im folgenden Monat wurde er beim Continental-Cup in Admont über 10 km Freistil und in La Féclaz über 15 km klassisch jeweils Dritter. Bei den Nordischen Skiweltmeisterschaften 1993 in Falun errang er den 19. Platz über 50 km Freistil und bei den Nordischen Skiweltmeisterschaften 1995 in Thunder Bay den 20. Platz über  50 km Freistil. Zu Beginn der Saison 1996/97 kam er in Brusson mit dem zweiten Platz mit der Staffel erstmals im Weltcup aufs Podium. Im weiteren Saisonverlauf erreichte er in Kawgolowo mit dem dritten Platz über 30 km Freistil seine einzige Podestplatzierung im Weltcupeinzel und holte in Lahti seinen ersten Weltcupsieg zusammen mit Giorgio Di Centa im Teamsprint. Beim Saisonhöhepunkt den Nordischen Skiweltmeisterschaften 1997 in Trondheim gelang ihn der 20. Platz über 30 km Freistil. Zum Saisonende errang er den 28. Platz im Gesamtweltcup und den zehnten Platz im Langdistanzweltcup. In der folgenden Saison kam er im Weltcupeinzel siebenmal in die Punkteränge. Sein bestes Resultat dabei war der siebte Platz über 30 km Freistil in Kawgolowo und belegte damit den 23. Platz im Gesamtweltcup. Bei den Olympischen Winterspielen 1998 in Nagano wurde er Neunter über 50 km Freistil. Zu Beginn der Saison 1998/99 lief er in Muonio auf den dritten Platz mit der Staffel. Im weiteren Saisonverlauf erreichte er im Weltcupeinzel sieben Platzierungen in den Punkteränge und zum Saisonende den 26. Platz im Gesamtweltcup. Im November 1999 holte er in Kiruna mit der Staffel seinen zweiten Weltcupsieg. Bei den Nordischen Skiweltmeisterschaften 2001 in Lahti kam er auf den 50. Platz über 15 km klassisch und auf den 30. Rang über 30 km klassisch. Sein letztes Weltcuprennen absolvierte er im Januar 2004 beim Marcialonga über 70 km klassisch, welches er auf dem 37. Platz beendete. Ab der Saison 2000/01 bis zu seiner letzten aktiven Saison 2007/08 startete er vorwiegend im Skilanglauf-Marathon-Cup. Dabei erreichte er im März 2001 mit Platz zwei beim Engadin Skimarathon erstmals eine Podestplatzierung. In der Saison 2001/02 wurde er Vierter beim Transjurassienne und Zweiter beim Marcialonga. Zudem gewann er den American Birkebeiner und belegte zum Saisonende den ersten Platz in der Gesamtwertung. In der Saison 2003/04 kam er beim La Sgambeda und beim Engadin Skimarathon jeweils auf den dritten Platz und erreichte damit den 13. Platz in der Gesamtwertung. Außerdem gewann Pozzi dreimal den Toblach–Cortina (2000, 2006, 2007) und zweimal den Gsieser-Tal-Lauf (2005, 2007).

## Erfolge
| Nr. | Datum             | Ort    | Disziplin             |
| --- | ----------------- | ------ | --------------------- |
| 1.  | 18. Januar 1997   | Lahti  | Teamsprint Freistil 1 |
| 1.  | 28. November 1999 | Kiruna | 4 × 10 km Staffel 2   |

| Nr. | Datum            | Ort     | Rennen               | Disziplin                  |
| --- | ---------------- | ------- | -------------------- | -------------------------- |
| 1.  | 23. Februar 2002 | Hayward | American Birkebeiner | 52 km Freistil Massenstart |

Sonstige Siege bei Skimarathon-Rennen
- 2000, 2006, 2007 Toblach–Cortina, 42 km klassisch
- 2005, 2007 Gsieser-Tal-Lauf, 42 km Freistil

## Statistik

### Weltcup-Platzierungen
Die Tabelle zeigt die erreichten Platzierungen im Einzelnen.
- 1.–3. Platz: Anzahl der Podiumsplatzierungen
- Top 10: Anzahl der Platzierungen unter den ersten zehn
- Punkteränge: Anzahl der Platzierungen innerhalb der Punkteränge
- Starts: Anzahl gelaufener Rennen in der jeweiligen Disziplin
- Hinweis: Bei den Distanzrennen erfolgt die Einordnung gemäß FIS.

| Platzierung         | Distanzrennen a | Distanzrennen a | Distanzrennen a | Distanzrennen a | Distanzrennen a | Skiathlon Verfolgung | Sprint | Etappen- rennen b | Gesamt | Team c | Team c  |
| Platzierung         | ≤ 5 km          | ≤ 10 km         | ≤ 15 km         | ≤ 30 km         | > 30 km         | Skiathlon Verfolgung | Sprint | Etappen- rennen b | Gesamt | Sprint | Staffel |
| ------------------- | --------------- | --------------- | --------------- | --------------- | --------------- | -------------------- | ------ | ----------------- | ------ | ------ | ------- |
| 1. Platz            |                 |                 |                 |                 |                 |                      |        |                   |        | 1      | 1       |
| 2. Platz            |                 |                 |                 |                 |                 |                      |        |                   |        |        | 1       |
| 3. Platz            |                 |                 |                 | 1               |                 |                      |        |                   | 1      |        | 1       |
| Top 10              |                 |                 | 1               | 2               |                 |                      | 1      |                   | 4      | 1      | 7       |
| Punkteränge         |                 | 7               | 5               | 10              | 5               | 1                    | 4      |                   | 32     | 1      | 9       |
| Starts              |                 | 14              | 16              | 17              | 7               | 8                    | 9      |                   | 71     | 1      | 10      |
| Stand: Karriereende |                 |                 |                 |                 |                 |                      |        |                   |        |        |         |

### Weltcup-Wertungen
| Saison    | Gesamt | Gesamt | Distanz | Distanz     | Sprint | Sprint |
| Saison    | Punkte | Platz  | Punkte  | Platz       | Punkte | Platz  |
| --------- | ------ | ------ | ------- | ----------- | ------ | ------ |
| 1992/93   | 33     | 46.    | –       | –           | –      | –      |
| 1993/94   | –      | –      | –       | –           | –      | –      |
| 1994/95   | 40     | 44.    | –       | –           | –      | –      |
| 1995/96   | 3      | 82.    | –       | –           | –      | –      |
| 1996/97   | 107    | 28.    | 82      | 10. 4       | 14     | 52.    |
| 1997/98   | 112    | 23.    | 54      | 21.         | 58     | 27.    |
| 1998/99   | 115    | 26.    | 71      | 21. 4       | 44     | 47.    |
| 1999/2000 | 50     | 65.    | 43 7    | 44. 3 65. 4 | –      | –      |
| 2000/01   | 32     | 78.    | –       | –           | –      | –      |

### Marathon-Cup-Gesamtwertungen
| Saison  | Punkte | Platz |
| ------- | ------ | ----- |
| 2000    | 5      | 97.   |
| 2001    | 80     | 13.   |
| 2002    | 250    | 1.    |
| 2003    | 95     | 15.   |
| 2003/04 | 120    | 13.   |
| 2004/05 | 40     | 32.   |
| 2005/06 | 32     | 34.   |
| 2006/07 | 41     | 31.   |
| 2007/08 | 9      | 93.   |